# Torrelodones
Torrelodones ist eine Gemeinde in der Autonomen Gemeinschaft Madrid in Spanien. Torrelodones ist eine der reichsten Städte in Spanien. Dienstleistungen, Gastgewerbe und  Bau sind die führenden wirtschaftlichen Aktivitäten.

## Geographie
Im Norden grenzt der Ort an Hoyo de Manzanares, im Süden an Las Rozas de Madrid, im Osten an Madrid. Er liegt an den Vorbergen der Sierra de Guadarrama. In der Gegend ist Alluvialboden und Granitfels anzutreffen.
In der Nähe fließt der Gebirgsbach Trofa, ein rechter Zufluss des Manzanares.

## Geschichte
Die frühe Geschichte verlief ohne örtliche Besonderheiten. Aus dem 16. Jahrhundert ist der Bau eines Gemaches im Herrera-Stil für Philipps II. durch Juan de Herrera überliefert. 1728 erhielt Torrelodones Stadtstatus. 1826 eroberte Fernando Fernández de Córdova dieselbe.

Der Canto del Pico Palast, eines der bekanntesten Wahrzeichen der Stadt, wurde zwischen 1920 und 1922 für den Grafen de las Almenas erbaut, der dort seine Kunstsammlung aufbewahrte. Im Jahr 1925 starb der ehemalige Premierminister Spaniens, Antonio Maura Montaner, im Canto del Pico Palast, beim herabsteigen einer Treppe. Während der Schlacht von Brunete, die 1937 südlich des Ortes stattfand, schlugen die republikanischen Streitkräfte ihr Hauptquartier im Canto del Pico Palast auf. Im Folgenden ging der Palast in General Francos Besitz über. 

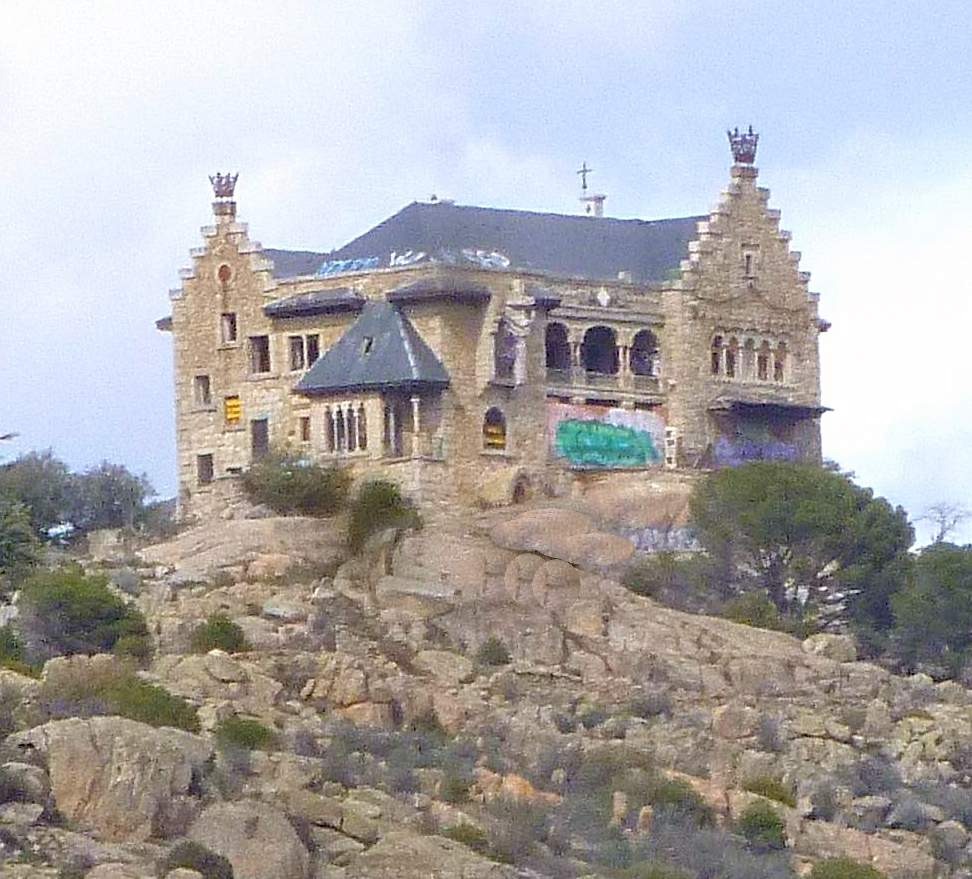
Der Canto del Pico Palast heutzutage

Der Ort konnte in den letzten Jahrzehnten einen starken Einwohnerzuwachs verzeichnen, im Wesentlichen verursacht durch Zuzügler aus Madrid im Zuge des spanischen Immobilienbooms. Etwa 10 % der Bevölkerung sind Migranten, die vorwiegend aus Ost- und Südeuropa und aus Südamerika stammen.

## Politik
Bei den Wahlen bis 2011 erlangte die Partei Partido Popular jeweils die meisten Stimmen. In 2015 gewann die Partei Vecinos por Torrelodones die Wahlen. Seit 2023 wird die Gemeinde von der Partido Popular in einer Koalition mit Vox regiert.
Das 1979 eingeführte Wappen zeigt den historischen Wartturm, die gelbe Schärpe bezieht sich auf ein früheres lokales Rittergut.
Städtepartnerschaften bestehen mit Grodzisk Wielkopolski, Betton, Merksplas, Delligsen und Barberino di Mugello.
| Jahre     | Name                           | Partei                                |
| --------- | ------------------------------ | ------------------------------------- |
| 1979–1983 | Serapio Calvo Miguel           | UCD                                   |
| 1983–1987 | Serapio Calvo Miguel           | Torrelodones Agrupación Independiente |
| 1987–1991 | Mario Mingo Zapatero           | Independientes de Torrelodones (IT)   |
| 1991–1995 | Mario Mingo Zapatero           | PP                                    |
| 1995–1996 | Enrique Muñoz López            | PP                                    |
| 1996–2003 | Enrique Muñoz López            | PP                                    |
| 2003–2007 | Carlos Galbeño González        | PP                                    |
| 2007–2011 | Carlos Galbeño González        | PP                                    |
| 2011–2015 | Elena Biurrun Sainz de Rozas   | Vecinos por Torrelodones (VxT)        |
| 2015–2019 | Elena Biurrun Sainz de Rozas   | Vecinos por Torrelodones (VxT)        |
| 2019–2023 | Alfredo García-Plata Fernández | Vecinos por Torrelodones (VxT)        |
| Seit 2023 | Almudena Negro                 | PP                                    |

## Wirtschaft und Infrastruktur
Der Ort liegt an der Autovía A-6. Das erste Casino in der Autonome Gemeinschaft Madrid (Casino Gran Madrid) befindet sich in Torrelodones.
Heute sind die wichtigsten Beschäftigungsfelder der Einwohner Dienstleistung, Verwaltung, Handel und Handwerk.
| 31/12/2009 | 14.904.000 € |
| 31/12/2010 | 13.305.000 € |
| 31/12/2011 | 12.317.000 € |
| 31/12/2012 | 9.652.000 €  |
| 31/12/2013 | 8.743.000 €  |
| 31/12/2014 | 8.772.000 €  |
| 31/12/2015 | 6.574.000 €  |
| 31/12/2016 | 5.036.000 €  |

## Kultur und Sehenswürdigkeiten

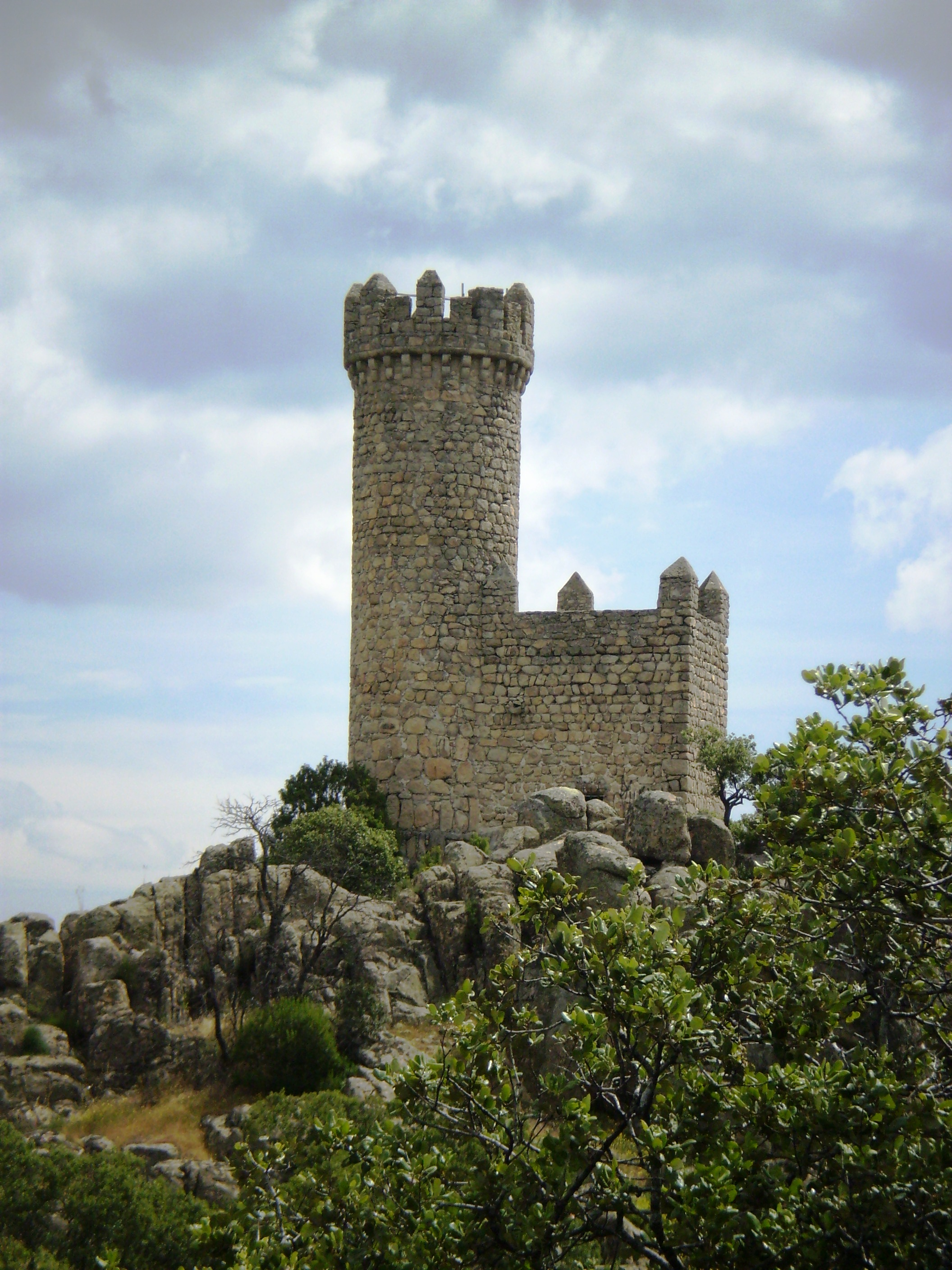
Wartturm auf Granitfels

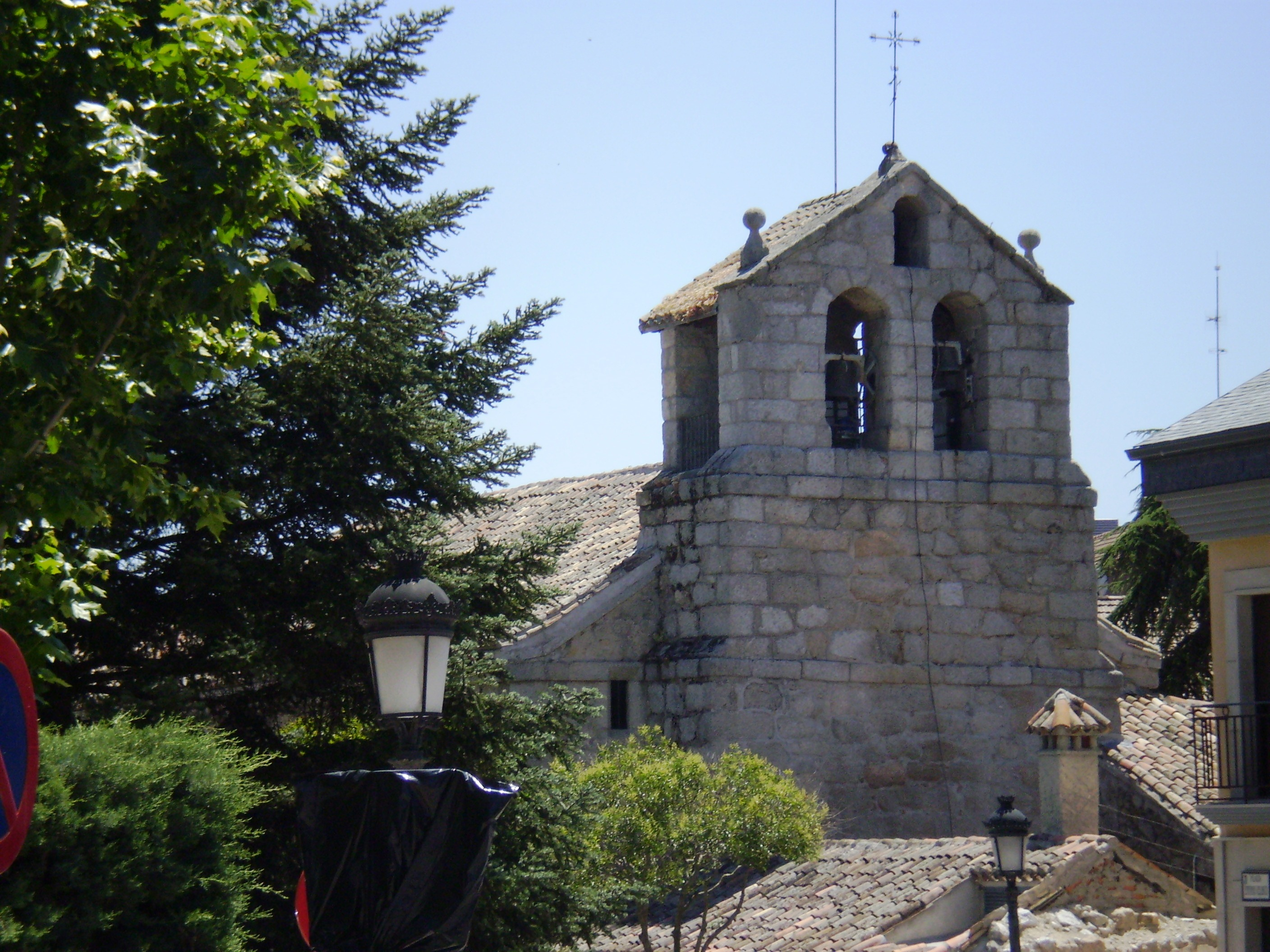
Kirche

- Wartturm aus der Zeit der Maurenherrschaft
- Brunnen des 16. Jahrhunderts, erbaut im Auftrag von Real Sitio de San Lorenzo de El Escorial
- Kirche Asunción de Nuestra Señora (Mariä Himmelfahrt) aus dem 17. Jahrhundert
- Canto del Pico Palast
- Plaza del Caño (Stadtmitte)

## Persönlichkeiten
- Rocío Dúrcal (1944–2006), Schauspielerin und Sängerin

## Belege
1. ↑  Gesamtzahl der Dateien Geografische Nomenklatur der Gemeinden und Bevölkerungseinheiten: 1 Datei:MUNICIIOS.csv Spalte:ALTITUD
2. ↑  Gesamtzahl der Dateien Geografische Nomenklatur der Gemeinden und Bevölkerungseinheiten: 1 Datei:MUNICIIOS.csv Spalte:SUPERFICIE
3. ↑  Instituto Nacional de Estadística Municipal Register of Spain
4. ↑  Publicado por daja: Los claroscuros del Palacio de Canto del Pico y del Conde de las Almenas. Abgerufen am 3. November 2023 (spanisch).
5. ↑  El Canto del Pico 1922–2022: Algunas curiosidades en el primer centenario de su construcción en Torrelodones - Torrelodones.info. 27. September 2022, abgerufen am 3. November 2023 (spanisch).
6. ↑  Canto del Pico Palace - Torrelodones - TracesOfWar.com. Abgerufen am 3. November 2023 (englisch).